# До 30-річчя незалежності України (срібна монета)
«До 30-річчя незалежності України» — пам'ятна срібна монета номіналом 10 гривень, випущена Національним банком України, присвячена річниці події прийняття Верховною Радою України 24 серпня 1991 року історичного документу — Акта проголошення незалежності України.
Монети введено в обіг 17 серпня 2021 року. Вона належить до серії «Відродження української державності».

## Опис та характеристики монети
| Номінал грн. | Метал              | Маса, грам | Діаметр, мм. | Якість виготовлення | Гурт                           | Тираж, штук |
| ------------ | ------------------ | ---------- | ------------ | ------------------- | ------------------------------ | ----------- |
| 10           | срібло (925 проба) | 31,1       | 38,6         | пруф                | гладкий із заглибленим написом | 3 000       |

### Аверс

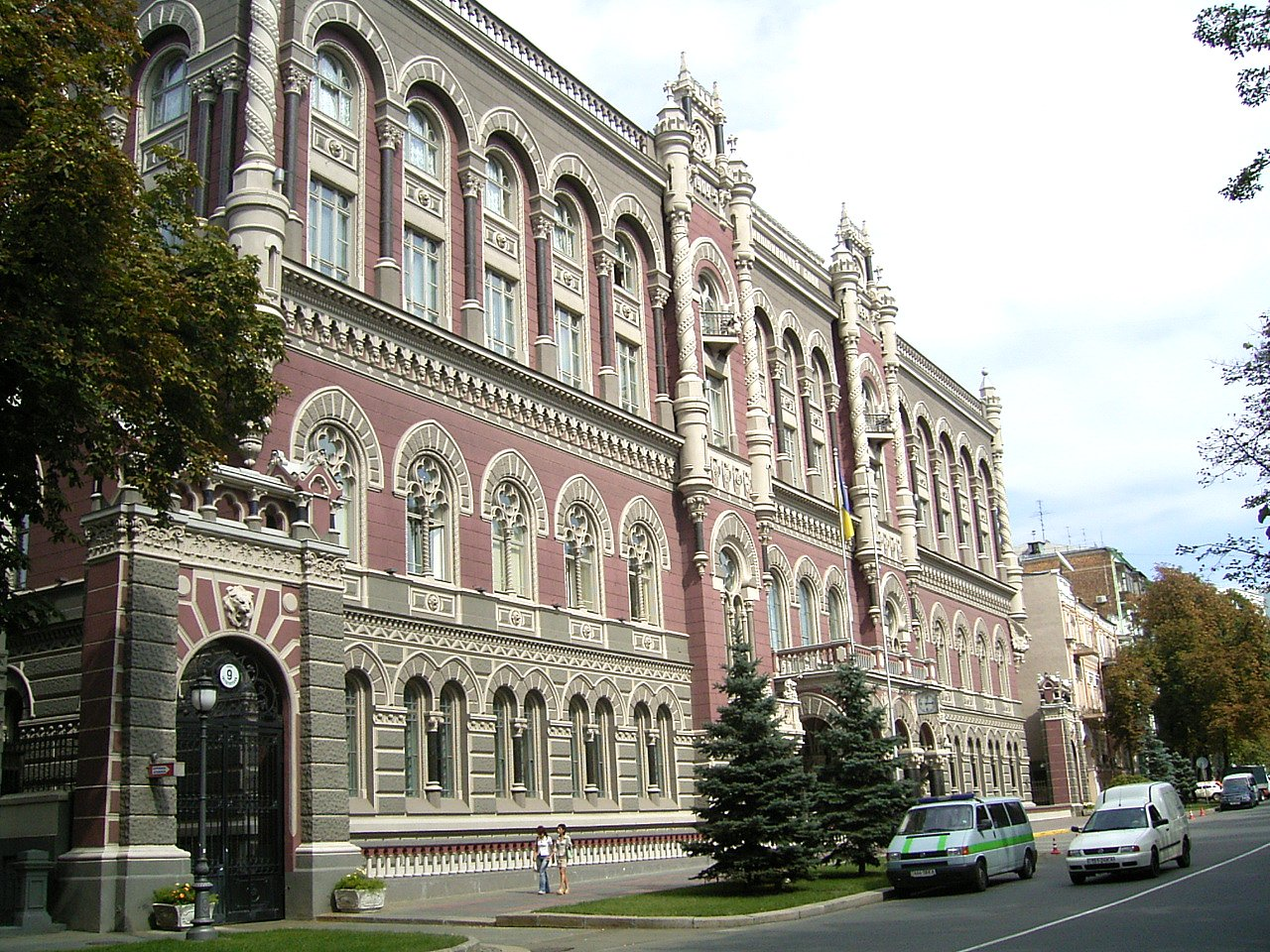
Будівля Національного банку України

На аверсі монет в центрі розміщено напис «УКРАЇНА». Ліворуч від напису рік карбування монети — «2021», поруч з яким малий Державний Герб України. Угорі монети розташовується QR-код який є символом цифрової трансформації суспільства та економіки. Унизу монети розташоване стилізоване зображення елементів вишивки, які є скарбницею символів, що відображають звичаї, обряди, вірування українського народу. Праворуч від напису «УКРАЇНА» розташований номінал — «10» та графічний символ гривні.

### Реверс
На реверсі монети з використанням тамподруку зображено айдентику до Дня незалежності України: цифра «3» та стилізована цифра «0» у вигляді кольорової квітки із написом угорі півколом «Ти у мене єдина», а також написом унизу «років Незалежності України».

## Автори
- Художники: Таран Володимир, Харук Олександр, Харук Сергій.

- Скульптори: Чайковський Роман, програмне моделювання: Лук`янов Юрій.[1]

## Вартість монети
Роздрібна ціна Національного банку України у 2021 році була 1 666 гривень.
Фактична приблизна вартість монети, з роками змінювалася так:
| Рік        | 2022  | 2023  | 2024   | 2025   |
| ---------- | ----- | ----- | ------ | ------ |
| Ціна, грн. | 5 500 | 8 200 | 11 800 | 17 000 |